# 廣州市建築集團
廣州市建築集團有限公司，簡稱廣州建築（英語：Guangzhou Municipal Construction Group Co., Ltd.），在1950年，於總部廣州設立前身「广州市国营建筑工程公司」，業務在中國內地和全球經營生產、研發和銷售各類建築、維修、房地產、人力資源和金融行業。

## 历史[2]
1950年，設立前身「广州市国营建筑工程公司」，後更名為「广州市建筑工程局」。
50年代初期，承建广州造纸厂、广州钢铁厂。     
1979年，承建白天鵝賓館。     
1981年12月31日，更名為「广州市建筑总公司」。     
1995年4月20日，更名為「廣州市建築集團有限公司」。同年9月7日，把市建一公司、市建二公司、市建三公司、市建四公司、市建机施公司、市机安公司、市建材料公司、广州五羊建设机械公司、广州铝合金门窗厂、广州中建工程公司、广州市建筑总公司总部、广仁建筑臵业有限公司、广州市建筑科学研究院、广建等併入該企業。     
2008年，和广州工程总承包集团、广州市市政集团重组合并。
2010年，本公司開拓新疆喀什業務。同年11月，廣州海聯公司無償併入本公司。
2018年8月21日，将广州金博物流贸易集团有限公司無償併入本公司。
2021年8月2日，廣州市建築集團被美國財富雜誌全球500強，排名為460位，以266.824億美元營業額，利潤為1.268億美元，資產為237.031億美元，總合計股東權益為16.383億美元，股東權益收益率為7.7%，淨資產收益率為0.5%，營業額收益率為0.5%，也是首次進入全球500強行列
2022年8月3日，廣州市建築集團被美國財富雜誌全球500強，排名為360位，比上年提升了100名，以386.24億美元營業額，利潤為1.449億美元，資產為281.627億美元，總合計股東權益為25.649億美元，股東權益收益率為5.6%，淨資產收益率為0.5%，營業額收益率為0.4%。
2023年8月2日，廣州市建築集團被美國財富雜誌全球500強，排名為300位，比上年下降了20名，以392.297億美元營業額，利潤為1.495億美元，資產為286.64億美元，總合計股東權益為26.956億美元，股東權益收益率為5.5%，淨資產收益率為0.5%，營業額收益率為0.4%。